# 文化放送番組一覧
文化放送番組一覧（ぶんかほうそうばんぐみいちらん）は文化放送で、現在放送されている、もしくは過去に放送された番組の一覧。
ナイター中継延長による番組の放送時間変更・休止については、『文化放送ライオンズナイター』の放送時間を、アニラジ系番組全般については「文化放送A&Gゾーン」を、それぞれ参照。

## 番組編成の変遷
出典
- 番組編成は情報ワイド番組が中心であり、民放AMラジオ局では良くあるパターンである。夜間帯と深夜帯は特定球団を応援する埼玉西武ライオンズのナイター中継、アニラジを多く編成するなどの特色がある。平日の夜ワイドは他の民放局が対象年齢が大人、あるいは高めに設定し直している中でヤング層をターゲットとした番組を制作している。
- 以前の夜間帯は旺文社が筆頭株主であった経緯から受験、英会話の教育番組『大学受験ラジオ講座』『百万人の英語』を放送。深夜帯は『セイ!ヤング』『ミスDJリクエストパレード』『Come on FUNKY Lips!』など、若者向けの番組を編成していた。1995年を境に番組編成を転換して、現在は夜間帯、深夜帯ともに文化放送A&Gゾーン（アニラジ）を放送。アニメファンに向けた番組を主に週末に集中して編成し、関連ビジネスを展開している。
- 深夜放送全盛時代はフォーク・ニューミュージック系の多くのアーティストがパーソナリティを務め、さだまさし、谷村新司、武田鉄矢などの当時の人気ミュージシャンを起用した。アニラジを多く放送しているラジオ局らしく、一般内容の番組でも声優を積極的に起用している。
- 『朝の小鳥』（1953年）『ニュース・パレード』（1959年）の様に長年続いている番組が多く存在するのも文化放送ならではである。
- 2019年12月、ノルウェーのテレビ局がたき火が燃えている映像を流し続けた番組に着想を受けて、radikoとワイドFMなどの高音質で聴取できる環境が整ったことから、たき火や薪の燃える音だけをバイノーラルマイクを駆使した3Dオーディオ技術で録音。その音のみで構成した音声特番『たき火特番〜ノルウェーのテレビ局が薪が燃えているだけの映像で高視聴率を獲得したので、たき火の音だけを流すラジオをやってみた〜』を放送。ASMR人気も相まって、ネット上で好評価を得た。これを受けて、2020年からは聴取率調査週間の開始前日深夜に同様の音声特番を放送。たき火だけでなく、芋煮の煮える音やチャーハンを炒める音、花火が打ち上がる音などバリエーションを増やし、放送後はポッドキャストとYouTubeなどで聴取可能としている[2][3][4]。
- 他の在京ラジオ局に比べ、地方局制作番組のネットが多かったが、現在は『せんねん灸プレゼンツ しあわせ演歌・石原詢子です』『松浦百美子の今夜も聴かせて』（ラジオ大阪制作）『グレープのもう魔酔わない!』（東海ラジオ制作）『ミヤリサン製薬 ラジオ劇場 アキラとあきら』（九州朝日放送制作）のみ。以前はCBCラジオ[注 1]制作の番組『朝の歳時記』 → 『いすゞ お父さん・お母さんへの手紙』をネットしていた。2021年7月改編からは外部制作のラジオショッピング番組（まいどあり〜。Buy Nowなど）が増加した。

### 聴取率
AMラジオ在京各局は放送対象地域内において、ビデオリサーチが1990年より東京駅から35km圏内における居住者の聴取状況（個人聴取率）を偶数月（2月・4月・6月・8月・10月・12月）に調査している。調査期間は基本的に第3週の7日間だが、2009年までの4月・6月・8月には2週間に渡って実施した。
1970年代までは首位を誇っていたが1980年代にニッポン放送に首位を奪われて以来、ジリ貧状態が続いていた。1990年代から2000年代後半は『吉田照美のやる気MANMAN!』『レコメン!』『FRIDAY SUPER COUNTDOWN 50』『みのもんたのウィークエンドをつかまえろ』が気を吐いている程度で全日平均聴取率は在京民放AMラジオ局第3位、J-WAVEなど在京民放FM局と肩を並べられる勢いと苦戦を強いられていた。
2006年4月 - 2007年4月の改編期に大幅な改編を実施。『大竹まこと ゴールデンラジオ!』が番組開始から1年を経たずに同時間帯首位となる。2010年10月の改編は野村邦丸と寺島尚正の担当ワイド番組が時間枠拡大とともにタイトルと内容をリニューアルするなど、平日に大幅な改編を実施。2011年2月の聴取率調査ではニッポン放送を0.1ポイント上回り、在京AM民放ラジオ局中、第2位を記録した（TBSラジオ - 1.4%、文化放送 - 0.8%、ニッポン放送 - 0.7%）ものの、その後もワイド番組は安定しているものとしていないもので明暗が分かれ、2013年、2017年、2022年、2024年（午前・夕方帯）、2012年、2023年（夜間・深夜帯）に大幅な改編を実施。その他の番組（録音番組など）についても、2024年には放送時間の見直しや大幅な番組の入れ替えを実施。AMラジオ在京各局の中では番組の流動が激しい傾向にある。
一方で、2023年4月の聴取率は『レコメン!』が好調で世代や性別をピンポイントに絞ると好調な番組がある。

## 放送中の番組
2025年7月時点。
A&G枠番組は除く

### 平日
| 時                                                                                        | 月曜日 | 火曜日 | 水曜日 | 木曜日 | 金曜日 |
| 5                                                                                         | 00 おはよう寺ちゃん パーソナリティ：寺島尚正 コメンテーター：月 上念司 火 田中秀臣 水 森永康平 木 藤井聡 金 週替わり ▽6:25 エルフ モーニングダッシュ ▽7:40 武田鉄矢・今朝の三枚おろし | 00 おはよう寺ちゃん パーソナリティ：寺島尚正 コメンテーター：月 上念司 火 田中秀臣 水 森永康平 木 藤井聡 金 週替わり ▽6:25 エルフ モーニングダッシュ ▽7:40 武田鉄矢・今朝の三枚おろし | 00 おはよう寺ちゃん パーソナリティ：寺島尚正 コメンテーター：月 上念司 火 田中秀臣 水 森永康平 木 藤井聡 金 週替わり ▽6:25 エルフ モーニングダッシュ ▽7:40 武田鉄矢・今朝の三枚おろし | 00 おはよう寺ちゃん パーソナリティ：寺島尚正 コメンテーター：月 上念司 火 田中秀臣 水 森永康平 木 藤井聡 金 週替わり ▽6:25 エルフ モーニングダッシュ ▽7:40 武田鉄矢・今朝の三枚おろし | 00 おはよう寺ちゃん パーソナリティ：寺島尚正 コメンテーター：月 上念司 火 田中秀臣 水 森永康平 木 藤井聡 金 週替わり ▽6:25 エルフ モーニングダッシュ ▽7:40 武田鉄矢・今朝の三枚おろし |
| 6                                                                                         | 00 おはよう寺ちゃん パーソナリティ：寺島尚正 コメンテーター：月 上念司 火 田中秀臣 水 森永康平 木 藤井聡 金 週替わり ▽6:25 エルフ モーニングダッシュ ▽7:40 武田鉄矢・今朝の三枚おろし | 00 おはよう寺ちゃん パーソナリティ：寺島尚正 コメンテーター：月 上念司 火 田中秀臣 水 森永康平 木 藤井聡 金 週替わり ▽6:25 エルフ モーニングダッシュ ▽7:40 武田鉄矢・今朝の三枚おろし | 00 おはよう寺ちゃん パーソナリティ：寺島尚正 コメンテーター：月 上念司 火 田中秀臣 水 森永康平 木 藤井聡 金 週替わり ▽6:25 エルフ モーニングダッシュ ▽7:40 武田鉄矢・今朝の三枚おろし | 00 おはよう寺ちゃん パーソナリティ：寺島尚正 コメンテーター：月 上念司 火 田中秀臣 水 森永康平 木 藤井聡 金 週替わり ▽6:25 エルフ モーニングダッシュ ▽7:40 武田鉄矢・今朝の三枚おろし | 00 おはよう寺ちゃん パーソナリティ：寺島尚正 コメンテーター：月 上念司 火 田中秀臣 水 森永康平 木 藤井聡 金 週替わり ▽6:25 エルフ モーニングダッシュ ▽7:40 武田鉄矢・今朝の三枚おろし |
| 7                                                                                         | 00 おはよう寺ちゃん パーソナリティ：寺島尚正 コメンテーター：月 上念司 火 田中秀臣 水 森永康平 木 藤井聡 金 週替わり ▽6:25 エルフ モーニングダッシュ ▽7:40 武田鉄矢・今朝の三枚おろし | 00 おはよう寺ちゃん パーソナリティ：寺島尚正 コメンテーター：月 上念司 火 田中秀臣 水 森永康平 木 藤井聡 金 週替わり ▽6:25 エルフ モーニングダッシュ ▽7:40 武田鉄矢・今朝の三枚おろし | 00 おはよう寺ちゃん パーソナリティ：寺島尚正 コメンテーター：月 上念司 火 田中秀臣 水 森永康平 木 藤井聡 金 週替わり ▽6:25 エルフ モーニングダッシュ ▽7:40 武田鉄矢・今朝の三枚おろし | 00 おはよう寺ちゃん パーソナリティ：寺島尚正 コメンテーター：月 上念司 火 田中秀臣 水 森永康平 木 藤井聡 金 週替わり ▽6:25 エルフ モーニングダッシュ ▽7:40 武田鉄矢・今朝の三枚おろし | 00 おはよう寺ちゃん パーソナリティ：寺島尚正 コメンテーター：月 上念司 火 田中秀臣 水 森永康平 木 藤井聡 金 週替わり ▽6:25 エルフ モーニングダッシュ ▽7:40 武田鉄矢・今朝の三枚おろし |
| 8                                                                                         | 00 おはよう寺ちゃん パーソナリティ：寺島尚正 コメンテーター：月 上念司 火 田中秀臣 水 森永康平 木 藤井聡 金 週替わり ▽6:25 エルフ モーニングダッシュ ▽7:40 武田鉄矢・今朝の三枚おろし | 00 おはよう寺ちゃん パーソナリティ：寺島尚正 コメンテーター：月 上念司 火 田中秀臣 水 森永康平 木 藤井聡 金 週替わり ▽6:25 エルフ モーニングダッシュ ▽7:40 武田鉄矢・今朝の三枚おろし | 00 おはよう寺ちゃん パーソナリティ：寺島尚正 コメンテーター：月 上念司 火 田中秀臣 水 森永康平 木 藤井聡 金 週替わり ▽6:25 エルフ モーニングダッシュ ▽7:40 武田鉄矢・今朝の三枚おろし | 00 おはよう寺ちゃん パーソナリティ：寺島尚正 コメンテーター：月 上念司 火 田中秀臣 水 森永康平 木 藤井聡 金 週替わり ▽6:25 エルフ モーニングダッシュ ▽7:40 武田鉄矢・今朝の三枚おろし | 00 おはよう寺ちゃん パーソナリティ：寺島尚正 コメンテーター：月 上念司 火 田中秀臣 水 森永康平 木 藤井聡 金 週替わり ▽6:25 エルフ モーニングダッシュ ▽7:40 武田鉄矢・今朝の三枚おろし |
| 9                                                                                         | 00 くにまる食堂 パーソナリティ：月 - 木 野村邦丸 金 春風亭一蔵、水谷加奈 パートナー：月 カンニング竹山 火 村尾信尚 水 週替わり 木 内藤剛志 月、火 坂口愛美 水、木 甲斐彩加 | 00 くにまる食堂 パーソナリティ：月 - 木 野村邦丸 金 春風亭一蔵、水谷加奈 パートナー：月 カンニング竹山 火 村尾信尚 水 週替わり 木 内藤剛志 月、火 坂口愛美 水、木 甲斐彩加 | 00 くにまる食堂 パーソナリティ：月 - 木 野村邦丸 金 春風亭一蔵、水谷加奈 パートナー：月 カンニング竹山 火 村尾信尚 水 週替わり 木 内藤剛志 月、火 坂口愛美 水、木 甲斐彩加 | 00 くにまる食堂 パーソナリティ：月 - 木 野村邦丸 金 春風亭一蔵、水谷加奈 パートナー：月 カンニング竹山 火 村尾信尚 水 週替わり 木 内藤剛志 月、火 坂口愛美 水、木 甲斐彩加 | 00 くにまる食堂 パーソナリティ：月 - 木 野村邦丸 金 春風亭一蔵、水谷加奈 パートナー：月 カンニング竹山 火 村尾信尚 水 週替わり 木 内藤剛志 月、火 坂口愛美 水、木 甲斐彩加 |
| 10                                                                                        | 00 くにまる食堂 パーソナリティ：月 - 木 野村邦丸 金 春風亭一蔵、水谷加奈 パートナー：月 カンニング竹山 火 村尾信尚 水 週替わり 木 内藤剛志 月、火 坂口愛美 水、木 甲斐彩加 | 00 くにまる食堂 パーソナリティ：月 - 木 野村邦丸 金 春風亭一蔵、水谷加奈 パートナー：月 カンニング竹山 火 村尾信尚 水 週替わり 木 内藤剛志 月、火 坂口愛美 水、木 甲斐彩加 | 00 くにまる食堂 パーソナリティ：月 - 木 野村邦丸 金 春風亭一蔵、水谷加奈 パートナー：月 カンニング竹山 火 村尾信尚 水 週替わり 木 内藤剛志 月、火 坂口愛美 水、木 甲斐彩加 | 00 くにまる食堂 パーソナリティ：月 - 木 野村邦丸 金 春風亭一蔵、水谷加奈 パートナー：月 カンニング竹山 火 村尾信尚 水 週替わり 木 内藤剛志 月、火 坂口愛美 水、木 甲斐彩加 | 00 くにまる食堂 パーソナリティ：月 - 木 野村邦丸 金 春風亭一蔵、水谷加奈 パートナー：月 カンニング竹山 火 村尾信尚 水 週替わり 木 内藤剛志 月、火 坂口愛美 水、木 甲斐彩加 |
| 11                                                                                        | 00 くにまる食堂 パーソナリティ：月 - 木 野村邦丸 金 春風亭一蔵、水谷加奈 パートナー：月 カンニング竹山 火 村尾信尚 水 週替わり 木 内藤剛志 月、火 坂口愛美 水、木 甲斐彩加 | 00 くにまる食堂 パーソナリティ：月 - 木 野村邦丸 金 春風亭一蔵、水谷加奈 パートナー：月 カンニング竹山 火 村尾信尚 水 週替わり 木 内藤剛志 月、火 坂口愛美 水、木 甲斐彩加 | 00 くにまる食堂 パーソナリティ：月 - 木 野村邦丸 金 春風亭一蔵、水谷加奈 パートナー：月 カンニング竹山 火 村尾信尚 水 週替わり 木 内藤剛志 月、火 坂口愛美 水、木 甲斐彩加 | 00 くにまる食堂 パーソナリティ：月 - 木 野村邦丸 金 春風亭一蔵、水谷加奈 パートナー：月 カンニング竹山 火 村尾信尚 水 週替わり 木 内藤剛志 月、火 坂口愛美 水、木 甲斐彩加 | 00 くにまる食堂 パーソナリティ：月 - 木 野村邦丸 金 春風亭一蔵、水谷加奈 パートナー：月 カンニング竹山 火 村尾信尚 水 週替わり 木 内藤剛志 月、火 坂口愛美 水、木 甲斐彩加 |
| 12                                                                                        | 00 くにまる食堂 パーソナリティ：月 - 木 野村邦丸 金 春風亭一蔵、水谷加奈 パートナー：月 カンニング竹山 火 村尾信尚 水 週替わり 木 内藤剛志 月、火 坂口愛美 水、木 甲斐彩加 | 00 くにまる食堂 パーソナリティ：月 - 木 野村邦丸 金 春風亭一蔵、水谷加奈 パートナー：月 カンニング竹山 火 村尾信尚 水 週替わり 木 内藤剛志 月、火 坂口愛美 水、木 甲斐彩加 | 00 くにまる食堂 パーソナリティ：月 - 木 野村邦丸 金 春風亭一蔵、水谷加奈 パートナー：月 カンニング竹山 火 村尾信尚 水 週替わり 木 内藤剛志 月、火 坂口愛美 水、木 甲斐彩加 | 00 くにまる食堂 パーソナリティ：月 - 木 野村邦丸 金 春風亭一蔵、水谷加奈 パートナー：月 カンニング竹山 火 村尾信尚 水 週替わり 木 内藤剛志 月、火 坂口愛美 水、木 甲斐彩加 | 00 くにまる食堂 パーソナリティ：月 - 木 野村邦丸 金 春風亭一蔵、水谷加奈 パートナー：月 カンニング竹山 火 村尾信尚 水 週替わり 木 内藤剛志 月、火 坂口愛美 水、木 甲斐彩加 |
| 13                                                                                        | 00 大竹まこと ゴールデンラジオ! パーソナリティ：大竹まこと パートナー：月 阿佐ヶ谷姉妹 火 小島慶子 水 水谷加奈 木 はるな愛、大久保佳代子、ヒコロヒー、光浦靖子 金 壇蜜 アシスタント：月 - 木 砂山圭大郎 金 太田英明 ▽13:40 大竹のもっと言いたい放題 レギュラー：月 森永康平 火 武田砂鉄 水 いとうあさこ 木 タブレット純 金 青木理 ▽15:07 大竹紳士交遊録 コメンテーター：月 古谷経衡 火 深澤真紀、中島岳志 水 きたろう 木 週替わり 金 金子勝 | 00 大竹まこと ゴールデンラジオ! パーソナリティ：大竹まこと パートナー：月 阿佐ヶ谷姉妹 火 小島慶子 水 水谷加奈 木 はるな愛、大久保佳代子、ヒコロヒー、光浦靖子 金 壇蜜 アシスタント：月 - 木 砂山圭大郎 金 太田英明 ▽13:40 大竹のもっと言いたい放題 レギュラー：月 森永康平 火 武田砂鉄 水 いとうあさこ 木 タブレット純 金 青木理 ▽15:07 大竹紳士交遊録 コメンテーター：月 古谷経衡 火 深澤真紀、中島岳志 水 きたろう 木 週替わり 金 金子勝 | 00 大竹まこと ゴールデンラジオ! パーソナリティ：大竹まこと パートナー：月 阿佐ヶ谷姉妹 火 小島慶子 水 水谷加奈 木 はるな愛、大久保佳代子、ヒコロヒー、光浦靖子 金 壇蜜 アシスタント：月 - 木 砂山圭大郎 金 太田英明 ▽13:40 大竹のもっと言いたい放題 レギュラー：月 森永康平 火 武田砂鉄 水 いとうあさこ 木 タブレット純 金 青木理 ▽15:07 大竹紳士交遊録 コメンテーター：月 古谷経衡 火 深澤真紀、中島岳志 水 きたろう 木 週替わり 金 金子勝 | 00 大竹まこと ゴールデンラジオ! パーソナリティ：大竹まこと パートナー：月 阿佐ヶ谷姉妹 火 小島慶子 水 水谷加奈 木 はるな愛、大久保佳代子、ヒコロヒー、光浦靖子 金 壇蜜 アシスタント：月 - 木 砂山圭大郎 金 太田英明 ▽13:40 大竹のもっと言いたい放題 レギュラー：月 森永康平 火 武田砂鉄 水 いとうあさこ 木 タブレット純 金 青木理 ▽15:07 大竹紳士交遊録 コメンテーター：月 古谷経衡 火 深澤真紀、中島岳志 水 きたろう 木 週替わり 金 金子勝 | 00 大竹まこと ゴールデンラジオ! パーソナリティ：大竹まこと パートナー：月 阿佐ヶ谷姉妹 火 小島慶子 水 水谷加奈 木 はるな愛、大久保佳代子、ヒコロヒー、光浦靖子 金 壇蜜 アシスタント：月 - 木 砂山圭大郎 金 太田英明 ▽13:40 大竹のもっと言いたい放題 レギュラー：月 森永康平 火 武田砂鉄 水 いとうあさこ 木 タブレット純 金 青木理 ▽15:07 大竹紳士交遊録 コメンテーター：月 古谷経衡 火 深澤真紀、中島岳志 水 きたろう 木 週替わり 金 金子勝 |
| 14                                                                                        | 00 大竹まこと ゴールデンラジオ! パーソナリティ：大竹まこと パートナー：月 阿佐ヶ谷姉妹 火 小島慶子 水 水谷加奈 木 はるな愛、大久保佳代子、ヒコロヒー、光浦靖子 金 壇蜜 アシスタント：月 - 木 砂山圭大郎 金 太田英明 ▽13:40 大竹のもっと言いたい放題 レギュラー：月 森永康平 火 武田砂鉄 水 いとうあさこ 木 タブレット純 金 青木理 ▽15:07 大竹紳士交遊録 コメンテーター：月 古谷経衡 火 深澤真紀、中島岳志 水 きたろう 木 週替わり 金 金子勝 | 00 大竹まこと ゴールデンラジオ! パーソナリティ：大竹まこと パートナー：月 阿佐ヶ谷姉妹 火 小島慶子 水 水谷加奈 木 はるな愛、大久保佳代子、ヒコロヒー、光浦靖子 金 壇蜜 アシスタント：月 - 木 砂山圭大郎 金 太田英明 ▽13:40 大竹のもっと言いたい放題 レギュラー：月 森永康平 火 武田砂鉄 水 いとうあさこ 木 タブレット純 金 青木理 ▽15:07 大竹紳士交遊録 コメンテーター：月 古谷経衡 火 深澤真紀、中島岳志 水 きたろう 木 週替わり 金 金子勝 | 00 大竹まこと ゴールデンラジオ! パーソナリティ：大竹まこと パートナー：月 阿佐ヶ谷姉妹 火 小島慶子 水 水谷加奈 木 はるな愛、大久保佳代子、ヒコロヒー、光浦靖子 金 壇蜜 アシスタント：月 - 木 砂山圭大郎 金 太田英明 ▽13:40 大竹のもっと言いたい放題 レギュラー：月 森永康平 火 武田砂鉄 水 いとうあさこ 木 タブレット純 金 青木理 ▽15:07 大竹紳士交遊録 コメンテーター：月 古谷経衡 火 深澤真紀、中島岳志 水 きたろう 木 週替わり 金 金子勝 | 00 大竹まこと ゴールデンラジオ! パーソナリティ：大竹まこと パートナー：月 阿佐ヶ谷姉妹 火 小島慶子 水 水谷加奈 木 はるな愛、大久保佳代子、ヒコロヒー、光浦靖子 金 壇蜜 アシスタント：月 - 木 砂山圭大郎 金 太田英明 ▽13:40 大竹のもっと言いたい放題 レギュラー：月 森永康平 火 武田砂鉄 水 いとうあさこ 木 タブレット純 金 青木理 ▽15:07 大竹紳士交遊録 コメンテーター：月 古谷経衡 火 深澤真紀、中島岳志 水 きたろう 木 週替わり 金 金子勝 | 00 大竹まこと ゴールデンラジオ! パーソナリティ：大竹まこと パートナー：月 阿佐ヶ谷姉妹 火 小島慶子 水 水谷加奈 木 はるな愛、大久保佳代子、ヒコロヒー、光浦靖子 金 壇蜜 アシスタント：月 - 木 砂山圭大郎 金 太田英明 ▽13:40 大竹のもっと言いたい放題 レギュラー：月 森永康平 火 武田砂鉄 水 いとうあさこ 木 タブレット純 金 青木理 ▽15:07 大竹紳士交遊録 コメンテーター：月 古谷経衡 火 深澤真紀、中島岳志 水 きたろう 木 週替わり 金 金子勝 |
| 15                                                                                        | | | | | |
| 30 長野智子アップデート パーソナリティ：長野智子 パートナー：月 鈴木純子 火 - 木 鈴木敏夫 | | | | | |
| 16                                                                                        | | | | | |
| 17                                                                                        | 00 ニュースパレード | 00 ニュースパレード | 00 ニュースパレード | 00 ニュースパレード | 00 ニュースパレード |
| 17                                                                                        | 15 わくわくお届け便 | 15 長野智子アップデート | 15 長野智子アップデート | 15 長野智子アップデート | 15 長野智子アップデート |
| 17                                                                                        | 30 アーサー・ビナード ラジオぽこりぽこり - アーサー・ビナード、水谷加奈 | 35 今旬!いいもの百貨店 | 35 わくわくお届け便 | 35 わくわくお届け便 | 35 わくわくお届け便 |
| 17                                                                                        | 30 アーサー・ビナード ラジオぽこりぽこり - アーサー・ビナード、水谷加奈 | 50 文化放送ライオンズナイター 実況：長谷川太、斉藤一美、高橋将市、寺島啓太 解説：東尾修、山崎裕之、松沼博久、松沼雅之、笘篠賢治、西本聖、辻発彦、渡辺久信、荒木大輔、岩本勉 | | | |
| 18                                                                                        | 00 近藤真彦 RADIO GARAGE | | | | |
| 18                                                                                        | 30 大塚製薬 ニュートラシューティカルズ 事業部 presents 私 からだ 上手にやさしくつきあえる毎日を。 - 馬場典子（朝日放送ラジオ） | | | | |
| 19                                                                                        | 00 浜松町Innovation Culture Cafe | | | | |
| 19                                                                                        | 30 笠井信輔の BUSINESS FRONTIERS | | | | |
| 20                                                                                        | 00 HENNGE presents BIZ-TECH Lounge - 小椋一宏、甲斐彩加 | | | | |
| 20                                                                                        | 30 木田裕士 ジパングの黄金 | | | | |
| 21                                                                                        | 00 A&G枠番組 | 00 DOMOTOのどんなもんヤ! | 00 私立恵比寿中学 放送部 | 00 Snow Manの素のまんま | 00 文化放送ライオンズナイター |
| 21                                                                                        | 30 上地由真のワンダーユーマン - 山田弥希寿 | 30 マシンガンズの働きタイミー | 30 莉犬のSTPRadio! | 30 菅井友香の ＃今日も推しとがんばりき | 30 A&G枠番組 |
| 22                                                                                        | 00 レコメン! パーソナリティ：月 駒木根葵汰 ／ 火 秋山寛貴（ハナコ） ／ 水 矢吹奈子 ／ 木 吉田仁人（M!LK） ▽22:40 月 Aile The ShotaのLOVERADIO ／ 火 ラブライブ!サンシャイン!!Aqoursの永久ホームルーム ／ 水 Girls²のがるがるトーク! ▽23:30 木 田中れいかのレコメン!リアルボイス | 00 レコメン! パーソナリティ：月 駒木根葵汰 ／ 火 秋山寛貴（ハナコ） ／ 水 矢吹奈子 ／ 木 吉田仁人（M!LK） ▽22:40 月 Aile The ShotaのLOVERADIO ／ 火 ラブライブ!サンシャイン!!Aqoursの永久ホームルーム ／ 水 Girls²のがるがるトーク! ▽23:30 木 田中れいかのレコメン!リアルボイス | 00 レコメン! パーソナリティ：月 駒木根葵汰 ／ 火 秋山寛貴（ハナコ） ／ 水 矢吹奈子 ／ 木 吉田仁人（M!LK） ▽22:40 月 Aile The ShotaのLOVERADIO ／ 火 ラブライブ!サンシャイン!!Aqoursの永久ホームルーム ／ 水 Girls²のがるがるトーク! ▽23:30 木 田中れいかのレコメン!リアルボイス | 00 レコメン! パーソナリティ：月 駒木根葵汰 ／ 火 秋山寛貴（ハナコ） ／ 水 矢吹奈子 ／ 木 吉田仁人（M!LK） ▽22:40 月 Aile The ShotaのLOVERADIO ／ 火 ラブライブ!サンシャイン!!Aqoursの永久ホームルーム ／ 水 Girls²のがるがるトーク! ▽23:30 木 田中れいかのレコメン!リアルボイス | 30 A&G枠番組 |
| 23                                                                                        | 00 レコメン! パーソナリティ：月 駒木根葵汰 ／ 火 秋山寛貴（ハナコ） ／ 水 矢吹奈子 ／ 木 吉田仁人（M!LK） ▽22:40 月 Aile The ShotaのLOVERADIO ／ 火 ラブライブ!サンシャイン!!Aqoursの永久ホームルーム ／ 水 Girls²のがるがるトーク! ▽23:30 木 田中れいかのレコメン!リアルボイス | 00 レコメン! パーソナリティ：月 駒木根葵汰 ／ 火 秋山寛貴（ハナコ） ／ 水 矢吹奈子 ／ 木 吉田仁人（M!LK） ▽22:40 月 Aile The ShotaのLOVERADIO ／ 火 ラブライブ!サンシャイン!!Aqoursの永久ホームルーム ／ 水 Girls²のがるがるトーク! ▽23:30 木 田中れいかのレコメン!リアルボイス | 00 レコメン! パーソナリティ：月 駒木根葵汰 ／ 火 秋山寛貴（ハナコ） ／ 水 矢吹奈子 ／ 木 吉田仁人（M!LK） ▽22:40 月 Aile The ShotaのLOVERADIO ／ 火 ラブライブ!サンシャイン!!Aqoursの永久ホームルーム ／ 水 Girls²のがるがるトーク! ▽23:30 木 田中れいかのレコメン!リアルボイス | 00 レコメン! パーソナリティ：月 駒木根葵汰 ／ 火 秋山寛貴（ハナコ） ／ 水 矢吹奈子 ／ 木 吉田仁人（M!LK） ▽22:40 月 Aile The ShotaのLOVERADIO ／ 火 ラブライブ!サンシャイン!!Aqoursの永久ホームルーム ／ 水 Girls²のがるがるトーク! ▽23:30 木 田中れいかのレコメン!リアルボイス | 30 A&G枠番組 |
| 0                                                                                         | ▽24:05 月 timeleszのQrzone ／ 火 Kis-My-Ft2 キスマイRadio ／ 水 King & Prince 永瀬廉のRadio GARDEN | ▽24:05 月 timeleszのQrzone ／ 火 Kis-My-Ft2 キスマイRadio ／ 水 King & Prince 永瀬廉のRadio GARDEN | ▽24:05 月 timeleszのQrzone ／ 火 Kis-My-Ft2 キスマイRadio ／ 水 King & Prince 永瀬廉のRadio GARDEN | ▽24:05 月 timeleszのQrzone ／ 火 Kis-My-Ft2 キスマイRadio ／ 水 King & Prince 永瀬廉のRadio GARDEN | 00 嵐・相葉雅紀のレコメン! アラシリミックス |
| 0                                                                                         | ▽24:05 月 timeleszのQrzone ／ 火 Kis-My-Ft2 キスマイRadio ／ 水 King & Prince 永瀬廉のRadio GARDEN | ▽24:05 月 timeleszのQrzone ／ 火 Kis-My-Ft2 キスマイRadio ／ 水 King & Prince 永瀬廉のRadio GARDEN | ▽24:05 月 timeleszのQrzone ／ 火 Kis-My-Ft2 キスマイRadio ／ 水 King & Prince 永瀬廉のRadio GARDEN | ▽24:05 月 timeleszのQrzone ／ 火 Kis-My-Ft2 キスマイRadio ／ 水 King & Prince 永瀬廉のRadio GARDEN | 0:30 A&G枠番組 |
| 1                                                                                         | 00 A&G枠番組 | 00 A&G枠番組 | 00 A&G枠番組 | 00 福士誠治 Say Channel | |
| 1                                                                                         | 30 稜海しました!超特急QR - 小笠原海、船津稜雅 | 00 A&G枠番組 | 30 MSSPは一見さんお断り?! | 30 三人称・鉄塔 ひとりのよる | 30 ザ・マミィの今一歩、前へ。 |
| 2                                                                                         | 00 荒牧慶彦 RADIO 2.5 - 田中朝陽 | 00 ReHacQ R大学 教養学部 - 高橋弘樹 | 00 A&G枠番組 | 00 A&G枠番組 | 00 ミキの深夜でんぱ! |
| 2                                                                                         | 30 僕が見たかった青空の 「青天のヘキレキ!」 | 30 Appare!の がむしゃらファンファーレ♫ | 00 A&G枠番組 | 00 A&G枠番組 | 30 宮下草薙の30分 |
| 3                                                                                         | 00 A&G枠番組 | 00 A&G枠番組 | 00 A&G枠番組 | 00 A&G枠番組 | 00 ヴァイナル・ミュージック 〜for. EK〜 歩け♪歌謡曲 |
| 4                                                                                         | 00 A&G枠番組 | 00 A&G枠番組 | 00 A&G枠番組 | 00 A&G枠番組 | 00 ヴァイナル・ミュージック 〜for. EK〜 歩け♪歌謡曲 |
| 30 おはミュ! - マンネやねん!                                                              | | | | | 00 ヴァイナル・ミュージック 〜for. EK〜 歩け♪歌謡曲 |
| 44 まいどあり〜。                                                                         | | | | | |

### 週末
| 時 | 土曜日                                                                                    | 日曜日 |
| 5  | 00 文化放送ニュース、天気予報                                                             | 00 文化放送ニュース、天気予報 |
| 5  | 05 Buy Now                                                                                | 05 防災アワー |
| 5  | 05 Buy Now                                                                                | 15 朝の小鳥 - 鈴木純子 |
| 5  | 20 小倉・IMALUの〇〇玉手箱                                                                | |
| 5  | 35 イマドキ ショッピング!                                                                 | 35 世の光 いきいきタイム |
| 5  | 50 録音風物誌                                                                             | 50 ニュースパレードダイジェスト |
| 6  | 00 日本直販ラジオショッピング                                                             | 00 文化放送ニュース、天気予報 |
| 6  | 05 戸張捷のモーニングゴルフ                                                               | 05 1万年堂出版の時間 |
| 6  | 05 戸張捷のモーニングゴルフ                                                               | 20 鎌田實×村上信夫 日曜はがんばらない |
| 6  | 25 せんねん灸プレゼンツ しあわせ演歌・石原詢子です（ラジオ大阪）                          | |
| 6  | 45 通販ラジオ生活便                                                                       | |
| 6  | 50 オセアン大洋建設presents 林文子のトーク・パティオ                                      | |
| 7  | 00 ラジオのあさこ パーソナリティ：いとうあさこ アシスタント：砂山圭大郎                   | 00 志の輔ラジオ 落語DEデート - 立川志の輔 |
| 7  | 00 ラジオのあさこ パーソナリティ：いとうあさこ アシスタント：砂山圭大郎                   | 55 文化放送ニュース、天気予報、交通情報 |
| 8  | 00 ラジオのあさこ パーソナリティ：いとうあさこ アシスタント：砂山圭大郎                   | 00 林家たい平 たいあん吉日!おかしら付き♪ - 坂口愛美 |
| 8  | 00 ラジオのあさこ パーソナリティ：いとうあさこ アシスタント：砂山圭大郎                   | 30 ミスDJ SOUND GARDEN - 千倉真理 |
| 8  | 00 ラジオのあさこ パーソナリティ：いとうあさこ アシスタント：砂山圭大郎                   | 57 天気予報、交通情報 |
| 9  | 00 村上信五くんと経済クン - 坂口愛美                                                      | 00 川口技研 presents 久保純子 LIFE JOURNEY |
| 9  | 00 村上信五くんと経済クン - 坂口愛美                                                      | 30 浜美枝のいつかあなたと - 寺島尚正 |
| 10 | 00 菊池桃子のライオンミュージックサタデー - 菊池桃子、寺島啓太                            | 00 ますだおかだ岡田圭右とアンタッチャブル柴田英嗣のおかしば パーソナリティ：岡田圭右（ますだおかだ）、柴田英嗣（アンタッチャブル） アシスタント：甲斐彩加 |
| 11 | 00 てるのりのワルノリ パーソナリティ：吉田照美、オテンキのり アシスタント：甲斐彩加       | 00 ますだおかだ岡田圭右とアンタッチャブル柴田英嗣のおかしば パーソナリティ：岡田圭右（ますだおかだ）、柴田英嗣（アンタッチャブル） アシスタント：甲斐彩加 |
| 12 | 00 てるのりのワルノリ パーソナリティ：吉田照美、オテンキのり アシスタント：甲斐彩加       | 00 ますだおかだ岡田圭右とアンタッチャブル柴田英嗣のおかしば パーソナリティ：岡田圭右（ますだおかだ）、柴田英嗣（アンタッチャブル） アシスタント：甲斐彩加 |
| 13 | 00 田村淳のNewsCLUB パーソナリティ：田村淳 アシスタント：砂山圭大郎、島田さくら、正木裕美 | 00 おとなりさんdayスペシャル 坂口愛美のおひとりさん |
| 13 | 00 田村淳のNewsCLUB パーソナリティ：田村淳 アシスタント：砂山圭大郎、島田さくら、正木裕美 | 45 小倉・IMALUの〇〇玉手箱 |
| 14 | 00 田村淳のNewsCLUB パーソナリティ：田村淳 アシスタント：砂山圭大郎、島田さくら、正木裕美 | 00 おとなりさんday パーソナリティ：山根良顕、坂口愛美 ▽15:35 競馬中継                                                                                     |
| 14 | 55 天気予報、交通情報                                                                     | 00 おとなりさんday パーソナリティ：山根良顕、坂口愛美 ▽15:35 競馬中継                                                                                     |
| 15 | 00 伊東四朗 吉田照美 親父・熱愛 パーソナリティ：伊東四朗、吉田照美 アシスタント：水谷加奈 | 00 おとなりさんday パーソナリティ：山根良顕、坂口愛美 ▽15:35 競馬中継                                                                                     |
| 16 | 00 伊東四朗 吉田照美 親父・熱愛 パーソナリティ：伊東四朗、吉田照美 アシスタント：水谷加奈 | 00 アインシュタイン・山崎紘菜 Heat&Heart! - アインシュタイン、山崎紘菜 ▽随時 ボートレース中継                                                             |
| 16 | 00 伊東四朗 吉田照美 親父・熱愛 パーソナリティ：伊東四朗、吉田照美 アシスタント：水谷加奈 | 55 文化放送ニュース、交通情報 |
| 17 | 00 グレープのもう魔酔わない!（東海ラジオ）                                                | 00 高城れにの週末ももクロ☆パンチ!! |
| 17 | 00 グレープのもう魔酔わない!（東海ラジオ）                                                | 15 ミヤリサン製薬 ラジオ劇場 アキラとあきら（九州朝日放送）                                                                                               |
| 17 | 00 グレープのもう魔酔わない!（東海ラジオ）                                                | 30 松浦百美子の今夜も聴かせて - 松浦百美子（ラジオ大阪）                                                                                                  |
| 17 | 00 グレープのもう魔酔わない!（東海ラジオ）                                                | 45 ハート・リング健康Radio〜認知症と手をつなごう〜 - 鈴木純子                                                                                             |
| 17 | 00 グレープのもう魔酔わない!（東海ラジオ）                                                | 55 サンデーNEWSスクランブル |
| 18 | 00 川合俊一と大桃美代子の「土曜日はトレンド・カフェへ」 - 川合俊一、大桃美代子            | 00 乃木坂46の「の」 |
| 18 | 15 峰竜太とみんなの信州                                                                   | 00 乃木坂46の「の」 |
| 18 | 30 純次と直樹                                                                             | 30 日向坂46の「ひ」 |
| 19 | 00 編集長 稲垣吾郎                                                                        | 00 櫻坂46の「さ」 |
| 19 | 30 ウナギ・サヤカの査定してやるよ〜! - 清野茂樹                                           | 30 A&G枠番組 ※SG・プレミアムGIの優勝戦がナイター開催の場合、ボートレース中継 挿入の場合あり                                                               |
| 20 | 00 Snow Man 佐久間大介の待って、無理、しんどい、、                                        | 30 A&G枠番組 ※SG・プレミアムGIの優勝戦がナイター開催の場合、ボートレース中継 挿入の場合あり                                                               |
| 21 | 00 A&G枠番組                                                                              | 00 #C-pla presents =LOVE齋藤樹愛羅・≠ME櫻井もものしーぷらじお - 齋藤樹愛羅（=LOVE）、櫻井もも（≠ME）                                                      |
| 21 | 00 A&G枠番組                                                                              | 30 A&G枠番組 |
|    | 00 A&G枠番組                                                                              | |
| 22 | 00 A&G枠番組                                                                              | |
| 23 | 00 A&G枠番組                                                                              | |
| 0  | 00 A&G枠番組                                                                              | |
| 1  | 00 A&G枠番組                                                                              | |
| 2  | 00 A&G枠番組                                                                              | 00 放送休止 |
| 3  | 00 仁科美咲の遊々ミュージック                                                             | 00 放送休止 |
| 3  | 30 鎌田俊哉のTokyo 4th Wave Music - 鎌田俊哉                                              | 00 放送休止 |
| 4  | 00 恋せよ!オトナ オトナ世代応援ラジオ - 和田秀樹、水谷加奈                                | 00 放送休止 |

## 裏送り番組
- ラジカセメモリーズ
- 髭男爵 山田ルイ53世のルネッサンスラジオ
- ラジオアミューズメントパーク
- NRNナイター
- SET UP!!

## その他
- 文化放送プレミアム放送枠
  - 甲斐よしひろのセイ!ヤング21（2001年10月 - ）

その他の特別番組
- キユーピー・メロディホリデー（決められた祝日 11:00 - 12:57）
- ボートレースラジオ実況中継（SG・プレミアムGI優勝戦の日）
- 出雲駅伝実況中継（スポーツの日 12:57 - 16:00）
- 全日本大学駅伝実況中継（毎年11月の第一日曜 8:00 - 13:50）
- 箱根駅伝実況中継（毎年1月2日 7:30 - 14:30、1月3日 7:30 - 14:15）
- 日本大相撲トーナメント実況中継（毎年2月上旬の日曜 16:00 - 17:27）
- 文化放送 ラジオCMコンテスト（2008年より 1月または12月に放送）※「100万円大賞 ラジオCMコピー大会」に代わる一般公募ラジオCM作品の公開収録イベント。
- 電気事業連合会 提供の単発特番（2010年11月23日、2011年1月10日）※「世相ホットライン ハイ!竹村健一です」に代わり放送の単発特番。一部NRN系列局にもネットしている。東日本大震災の影響による自粛のため、2011年3月以降の放送は当面見合わせている。
- 母の詩 〜母の日によせて〜（2010年より、ゴールデンウィーク期間内 11:00 - 13:00）
- 日立ハイテクノロジーズpresents NEXTサイエンスジャム（2016年より、不定期で放送。事前に公開収録）※『大村正樹のサイエンスキッズ』に代わって放送されている単発特番。
- さだまさしカウントダウンスペシャル（大晦日22:00 - 翌1:00 曜日により放送時間が変動）
- 文化放送ASMR特番（聴取率調査期間前の日曜深夜）

## これまで放送した過去の番組
出典

### 平日
平日 早朝（5:00 - 6:00）
(E) - 番組内で、エルフ モーニングダッシュを内包
- くるま大八のおはよう通り一丁目（1978年4月3日 - 1979年4月6日、5:05 - 6:30）
- 桂竜也の人生ど真ん中 → 桂竜也の今日も元気で（1982年10月4日 - 1986年4月4日、5:30 - 6:30　(E)）
- こもり三四郎の朝まるかじり（1986年4月7日 - 10月3日）
- 楽太郎のおいしい朝だよ（1986年10月6日 - 1991年10月4日、5:30 - 6:15（E)）
- Satokoの5時ですよ（1991年10月7日 - 1993年4月2日、5:00 - 6:00 (E)）
- 1134の民夫です。（1993年4月5日 - 1996年12月31日、5:00 - 6:00 → 5:00 - 6:30 (E)）
- 山口良一 笑顔が一番（1997年1月1日 - 1999年4月2日、5:00 - 6:30 (E)）
- 西山弘道の世の中朝一番（1999年4月5日 - 2001年3月30日、5:00 - 6:55 (E)）
- 菅原孝のコケコッコー!（2001年4月2日 - 2002年10月4日、5:00 - 6:30）
- 白井静雄のドンとこい!（2002年10月7日 - 2005年9月30日、5:00 - 6:30）
- 太田英明 ナマ朝!（2005年10月3日 - 2007年3月30日、5:00 - 6:30）
- 笑顔でおは天!!（2007年4月2日 - 2013年3月29日、5:00 - 6:00）

平日 朝（6:00 - 9:00）
- 朝風ワイド（1974年10月7日 - 1976年4月3日、6:15 - 7:00）
- 片山竜二のおはよう文化放送です（1976年4月5日 - 1977年10月28日、6:00 - 7:00）
- 宇井昇のおはよう文化放送です（1977年10月31日 - 1978年3月31日、6:00 - 7:00）
- コスモポリタン・アイ（1981年4月6日 - 1983年4月1日）
- ワールドホットライン（1983年4月4日 - 1991年10月4日）
- 寺島・藤井のジャストミート（1991年10月7日 - 1992年10月2日、6:00 - 9:00）
- 千田正穂のおはよう! 朝一番（1992年10月5日 - 1994年4月8日、6:00 - 9:00）
- ピッピッポーン! まんまる玉子の邦丸じゃ（1994年4月11日 - 1997年4月4日、6:30 - 9:00 → 6:30 - 8:30）
- 小西克哉のなんだ? なんだ!（1997年4月7日 - 2000年3月31日、6:30 - 8:30）
- チャレンジ! 梶原放送局（2000年4月3日 - 2003年3月28日、6:55 - 10:00 → 6:30 - 10:00 → 6:30 - 9:00　途中から(E)）
- 蟹瀬誠一 ネクスト!（2003年3月31日 - 2006年3月31日、6:30 - 9:00）
  - 蟹瀬誠一のニュースネクスト!（2003年3月31日 - 2006年3月31日、6:35 - 6:53 (E)）
- 吉田たかよし プラス!（2006年4月3日 - 2007年3月30日、6:30 - 8:30 (E)）
- 吉田照美 ソコダイジナトコ（2007年4月2日 - 2013年3月29日、6:00 - 8:30 (E)）
- キャスター（1966年4月4日 - 1967年3月、7:00 - 8:00　月：手塚治虫、火：寺山修司、水：石丸寛、木：大島渚、金：秦豊、土：岡本太郎）
- オハヨー! 日本列島（1969年10月13日 - 1975年4月4日）
- お元気ですか 芥川隆行です（1974年4月8日 - 1978年3月31日）
- 男のワイド（1975年4月7日 - 1976年4月2日）
- おはよう細田勝です（1976年4月5日 - 1978年3月31日）
- マエタケの朝は自由大通り（1978年4月3日 - 1979年12月28日）
- おはよう鈴木千秋です（1979年12月31日 - 1980年10月3日）
- 小林克也のおはようマイラジオ（1980年10月6日 - 1981年10月2日）
- はかま満緒の朝から一緒に文化放送（1981年10月5日 - 1983年4月1日）
- 大野勢太郎のおはようラジオ1134（1983年4月4日 - 1987年4月3日、7:30 - 9:00 → 7:00 - 9:00）
- 小倉智昭の時計の針はいま何時（1987年4月6日 - 1991年10月4日、7:00 - 9:00）
- 福井謙二 グッモニ（2013年4月1日 - 2017年3月31日、7:00 - 9:00）
- The News Masters TOKYO（2017年4月3日 - 2019年3月29日、7:00 - 9:00）
- なな→きゅう（2019年4月1日 - 2021年3月26日、7:00 - 9:00）
- おとなりさん（2022年4月4日 - 2024年3月29日、8:00 - 11:00）

平日 午前（9:00 - 12:00）
- ダイナミックジャンボ（1971年4月13日 - 1976年4月2日）
- 高島忠夫のダイナミックジャンボ → 高島忠夫の気ままなジャンボ → お元気ですか高島忠夫です（1976年4月5日 - 1990年4月6日、9:30 - 11:45 → 9:00 - 11:00）
- 志の輔ラジオ 気分がいい!（1990年4月9日 - 1996年3月29日、9:00 - 11:00）
- えのきどいちろう意気揚々（1996年4月1日 - 2000年3月31日、8:30 - 11:00）
- 陳平・寺ちゃんのハッピートゥモロー → 陳平・藤木姫のハッピートゥモロー（2000年4月3日 - 2002年10月4日、10:00 - 13:00）
- 野村邦丸のごきげん!二重丸◎（2002年10月7日 - 2005年4月1日、9:00 - 13:00）
- くにまるワイド ごぜんさま〜（2005年4月4日 - 2010年10月1日、9:00 - 11:55 → 8:30 - 11:30）
- くにまるジャパン（2010年10月4日 - 2016年9月30日、8:30 - 13:00 → 9:00 - 13:00）
  - くにまるジャパン 極（2016年10月3日 - 2022年3月31日、9:00 - 13:00）
- 陳平のトクする11時（1981年4月6日 - 1982年10月1日、11:00 - 11:45）
- 圓蔵のみんなでヨイショ!（1982年10月4日 - 1984年3月30日、11:00 - 11:45）
- 小倉智昭のとことん気になる11時（1984年4月2日 - 1987年4月3日、11:00 - 12:00）
- 倉林由男のとことん気になる11時（1987年4月6日 - 1988年4月8日、11:00 - 12:00）
- 梶原しげるの本気でDONDON（1988年4月11日 - 2000年3月31日、11:00 - 13:00）
- 寺島尚正 ラジオパンチ!（2005年4月4日 - 2010年10月1日、12:00 - 12:57 → 11:30 - 12:57 → 11:30 - 13:00）

平日 昼（12:00 - 15:00）
- ダイナミックレーダー〜歌謡曲でいこう!〜（1966年10月24日 - 1978年3月31日）
- 真昼の演歌ひとり旅（1978年4月3日 - 、12:20 - 13:00）
- ナマワイド 歌謡大行進（1978年4月3日 - 1979年9月28日、13:05 - 16:00）
- 梶原茂の元気いっぱい歌謡曲（1979年10月1日 - 1981年10月2日）
- 細田勝のしあわせワイド（1981年10月5日 - 1982年10月1日）
- ダイナミックレーダー 歌謡ヒットパレード（1982年10月4日 - 1984年3月30日）
- 男 梶原茂34 ダイナミックレーダー 歌謡ヒットパレード（1984年4月2日 - 1985年4月5日、12:15 - 15:50）
- お昼の歌謡スタジオ 梶原茂のラジオで大繁盛!（1985年4月8日 - 10月4日、13:00 - 15:00）
- さだまさしのラジオまっぴるま（1985年10月7日 - 1987年4月3日、12:15 - 13:00 → 12:30 - 13:00）
- 電リクワイド ザ・テレジオ（1985年10月7日 - 1987年4月3日、13:00 - 15:00）
- 昼はおまかせ 桂竜也です → 昼はおまかせ 月岡逸弥です（1987年4月6日 - 1988年4月8日、12:00 - 13:00）
- 吉田照美のやる気MANMAN!（1987年4月6日 - 2007年3月30日、13:00 - 15:00 → 13:00 - 16:00 → 12:57 - 16:00）
- セイ!ヤング ネクステージ（2007年4月2日 - 5月2日、13:00 - 15:30）

平日 夕方（15:00 - 18:00）
- 桂竜也の夕焼けワイド（1972年10月9日 - 1982年10月1日、16:30 - 18:00 → 16:00 - 18:00）
- 突撃! 歌謡大行進（1982年10月4日 - 1983年9月30日、16:00 - 16:45）
- 野沢那智の東京サンセット（1982年10月4日 - 1985年10月4日、17:15 - 18:30 → 16:00 - 18:30）
- 沢竜二 男いきいき晴れ姿 ラジオ人間ド真ん中 → ザ・テレジオ 沢竜二 ラジオ人間ド真ん中（1985年4月8日 - 1986年4月4日、15:00 - 17:00）
- 野沢那智の夕方フレンズ（You Got a Friends）（1985年10月7日 - 1986年4月4日）
- 那智チャコ ハッピーフレンズ（1986年4月7日 - 1988年4月8日、15:00 - 18:00）
- いう気リンリン 那智チャコワイド（1988年4月11日 -  1992年10月2日、15:00 - 17:50 → 15:00 - 17:00）
- 走れ! やじうまン!!（1990年4月9日 - 1992年1月3日）
- 小倉智昭のニュースアタックル（1992年1月6日 - 10月2日、17:00 - 17:50）
  - 小倉智昭の夕焼けアタックル、野村邦丸の夕焼けアタックル（1992年10月5日 - 1999年4月2日、16:00 - 17:50）
- 野村邦丸の気分はZUNZUN!（1999年4月5日 - 2002年10月4日、16:00 - 18:30 → 16:00 - 17:50）
- 辻よしなり ラジオグラフィティ（2002年10月7日 - 2006年3月31日、16:00 - 18:30 → 16:00 - 17:40 → 16:00 - 17:50）
- 玉川美沙 たまなび（2006年4月3日 - 2010年10月1日、16:00 - 17:50 → 15:30 - 17:50）
- 夕やけ寺ちゃん 活動中（2010年10月4日 - 2013年3月29日、15:30 - 18:30 → 15:30 - 17:50）
- 吉田照美 飛べ! サルバドール（2013年4月1日 - 2017年3月31日、15:30 - 17:50）
- 斉藤一美 ニュースワイドSAKIDORI!（2017年4月3日 - 2022年3月25日、15:30 - 17:50）
- 西川あやの おいでよ! クリエイティ部（2022年4月4日 - 2024年3月29日、15:30 - 17:45）
- 桂宮治のザブトン5（2022年4月4日 - 2025年3月28日、17:20 - 17:30）

平日 夜（ナイター中継開始前）
- ハローパーティー（1969年4月14日 - 1975年9月12日）
- 青春大通り（1978年4月 - 1980年9月）
- ザ・マンザイクイズ（1980年10月 - 1982年3月）
- みのもんたのワイドNo1（1973年4月2日 - 1976年4月2日）
- ラジオで一番盛り沢山
- 夜はラジオマガジン（1977年4月4日 - 1978年3月31日、21:00 - 22:30 → 20:30 - 22:30）
- オレンジ通り五番街（1978年4月3日 - 1979年4月6日、20:30 - 22:30 → 20:30 - 22:00）

平日 夜（ナイターオフ）
- 梶原茂のラジオで大繁盛 （1986年10月6日 - 1987年4月3日、18:00 - 20:00）
  - 梶原茂のラジオでわっしょい大繁盛 （1987年10月5日 - 1988年4月1日、18:00 - 20:00）
- 街ラジオ なぎら健壱のその気でギンギン夜おこし （1988年10月10日 - 1989年3月31日、18:00 - 20:00）
- 夜はキラキラ寺チャンネル（1989年10月 - 1991年3月、18:00 - 20:00）
- 邦丸・ナースのラジオ横丁一番地（1991年10月 - 1993年3月、18:00 - 20:00）
- 寺島・ナースの爆発120分!!（1993年10月 - 1994年3月、18:00 - 20:00）
- ハッとミラクル!!電リクナイター'82（1982年10月4日 - 1983年4月1日、20:00 - 21:00）
- ハッとミラクル!!アイドルナイター（1983年10月3日 - 1984年4月6日 20:00 - 21:00、1984年10月1日 - 1985年4月5日、19:30 - 21:00）
- 東京スーパーエンジェル（1986年10月13日 - 1987年4月3日、20:00 - 21:00）
- 15はDOKI DOKI ピンクコング（1987年10月 - 1990年3月、20:00 - 21:30）
- 超学生ハビタ となりのハチャメちゃん（1990年10月8日 - 1991年4月4日、 20:00 - 21:40）
- 鈴木光裕のバクバクナイト おとな食べちゃうぞ（1991年10月14日 - 1992年4月3日、20:00 - 21:40）
- 江藤博利の陽気にチャンス! CHANCE! チャンス!!（1992年10月 - 1993年3月、20:00 - 21:40）
- マイケル富岡の東京KARAO（1993年10月 - 1994年3月、20:00 - 21:30）
- 電リクときめき倶楽部 FOREVERYOUNG（1994年10月 - 1997年3月）
- 電リクときめき倶楽部 2001年音楽の旅（1997年10月 - 2000年3月）
- アーバンスクエア電リク21（2000年10月 - 2001年3月）
- U-turnのチョイと笑ってよ（1998年10月 - 1999年3月）
- 竹内靖夫のイブニング・ギフト（2003年10月 - 2005年3月、18:00 - 19:00）
- 竹内靖夫の電リク・ハローパーティー（2005年10月3日 - 2009年7月17日）
- センパツ!（2009年10月6日 - 2010年9月）
- 菅野しろうのアナログ情報バラエティ しろバラ（2010年10月5日 - 2011年3月31日、19:00 - 21:00）
- 田辺晋太郎 あなたへバトンタッチ（2012年10月2日 - 2013年3月28日、17:50 - 21:00）
- オトナカレッジ（2013年10月1日 - 2016年3月25日、20:00 - 22:00）
- 情報ミックスバラエティ パズル（2016年9月27日 - 2017年3月24日、17:50 - 21:00）
- 渋谷×文化ラジオ（2017年10月3日 - 2018年3月29日、19:00 - 21:00）
- SHIBA-HAMAラジオ（2018年10月2日 - 2019年3月28日、19:00 - 21:00）
- みらいブンカ village（2019年10月1日 - 2020年3月27日、19:00 - 21:00）
- 卒業アルバムに1人はいそうな人を探すラジオ（2020年11月3日 - 2021年3月24日、19:00 - 21:00）
- おつかれさま（2024年9月 - 2025年3月、17:45 - 18:45）
- みんなの音楽室（2024年9月30日 - 2025年3月、18:45 - 19:00）

平日 夜（21:00 - 24:00）
- 吉田照美の夜はこれから てるてるワイド → 吉田照美のてるてるワイド → 新てるてるワイド 吉田照美のふッかいあな（1980年10月6日 - 1987年4月3日、21:00 - 24:00 → 21:30 - 24:00 → 21:00 - 24:00）
  - マッチとデート（1980年10月 - 1984年9月）
  - 青春キャンパス（1980年4月7日 - 1987年4月3日）
- 東京っ子NIGHTお遊びジョーズ → お遊びジョーズ（1987年4月6日 - 1989年10月6日、21:30 - 24:00 → 21:40 - 24:00 → 22:00 - 24:00）
  - SCHOOL'S OUT（1987年4月6日 - 1989年4月7日）
- 今夜もBREAK OUT ラジオバカナリヤ（1989年10月9日 - 1990年10月5日、21:40 - 24:30）
- キッチュ!夜マゲドンの奇蹟（1990年10月8日 - 1992年2月27日、21:40 - 24:30）
- サスケの夜はこんびんば!（1992年3月2日 - 1993年3月26日、22:00 - 24:30）
- 斉藤一美のとんカツワイド（1993年4月 - 1997年3月、21:40 - 24:30 → 21:40 - 24:00）
- 古本新之輔 ちゃぱらすかWOO!（1997年4月 - 2002年3月、22:00 - 24:00 → 21:30 - 24:00）
  - MEGA MAX
- SUPER STAR QR（2002年4月1日 - 2003年7月3日、22:00 - 24:00）

平日 深夜（24:00 - 5:00）
- 真夜中のリクエストコーナー（1965年8月3日 - 、24:35 - 24:50）
- 東京ミッドナイト（1967年4月4日 - 1968年11月16日、26:10 - 28:30）
- みのもんたのミッドナイトトレーラー（ - 1969年6月1日、24:35 - 24:50）
- みみずく君 起きてるかい?（1968年11月19日 - 1969年5月31日、26:10 - 27:00）
- セイ!ヤング（1969年6月3日 - 1981年10月3日、24:30 - 27:00 → 25:00 - 27:00）
- ミスDJリクエストパレード（1981年10月6日 - 1985年3月、24:30 - 27:00）
- ミュージックステーション（1986年4月 - 1997年3月）
- Come on FUNKY Lips!（1994年4月 - 1999年9月、24:00 - 26:00 → 24:00 - 25:30）
  - LIPS PARTY 21.jp（1999年10月 - 2003年7月3日、24:00 - 25:30）
- リッスン? 〜Live 4 Life〜（2009年10月5日 - 2015年6月25日）
  - リッスン? 2-3（2015年6月30日 - 2018年3月30日）
- CultureZ（2020年9月29日 - 2023年3月24日、25:00 - 27:00）
- 日野ミッドナイトグラフィティ 走れ!歌謡曲（1968年11月19日 - 2021年3月27日、27:00 - 5:00）
- ヴァイナル・ミュージック〜歌謡曲2.0〜（2021年3月30日 - 2023年3月24日、27:00 - 5:00 → 27:00 - 28:49 → 27:00 - 28:45）

### 金曜日
金曜日 午前（9:00 - 11:00）
- 好江・寺ちゃん お祭りガバチョ（1995年4月 - 1996年3月29日）

金曜日 夜（21:30 - 24:00）
- FRIDAY SUPER COUNTDOWN 50（1994年4月15日 - 2012年3月30日）
  - スパカン!（2012年4月6日 - 2015年3月27日）

### 土曜日
土曜日 早朝（5:00 - 6:00）
- 野沢那智の朝はどこから（1992年10月10日 - 1993年4月3日、5:00 - 7:00）
- 桂竜也の朝はどこから（1993年4月10日 - 、5:00 - 7:00）
- 桂竜也のステキに元気
- いい朝配達 桂竜也
- 遊々音楽

土曜日 朝（6:00 - 9:00）
- 神津善行のおはようサタデー（1974年4月13日 - 1975年10月4日）
- 朝から土曜日（1975年10月11日 - 1976年4月3日）
- お答えします 1時間（1975年10月11日 - 1976年4月3日）
- 片山竜二のおはよう土曜日  文化放送です（1976年4月10日 - 1978年3月26日、6:00 - 9:30）
- 浦野光のサンサンサタデー（1978年4月1日 - 1981年4月4日）
- TOYOTA MUSIC IN LOVE（1981年4月11日 - 1983年3月26日）
- 山本コウタローのおはようラジオ1134 → 山本コウタローのサラダ気分で生放送（1983年4月9日 - 1986年4月5日）
- 楽太郎のとびだせ土曜日（1986年4月19日 - 10月4日）
- 竹内靖夫のどんどん土曜日（1986年10月11日 - 1987年3月28日）
- 号外サタデー（1987年4月11日 - 1990年10月6日）
- 土曜ワイドBAOBAB（1990年10月13日 - 1992年10月3日）
- 村野武憲の土曜ワイドBAOBAB（1992年10月10日 - 1994年10月8日）
- 下條アトムのいい朝BAOBAB（1994年10月15日 - 1998年4月4日）
- 浜美枝のあなたに逢いたい（1998年4月11日 - 2001年3月31日）
- 片岡鶴太郎の土曜日は鶴日和（2001年4月7日 - 2003年3月29日）
- サタデーネクスト! なるほどひざポン!!（2003年4月5日 - 2004年9月25日）
- 大竹まこと 少年ラジオ（2004年10月2日 - 2007年3月31日）
- SATURDAY HUMAN SQUARE 高木美保 close to you（2008年4月5日 - 2011年10月1日）
- 玉川美沙 ハピリー（2011年10月8日 - 2018年3月31日）

土曜日 午前（9:00 - 13:00）
- Oh! サタデー（1973年4月7日 - 1976年4月3日）
- ワイワイワイド 善行け土曜日（1976年4月10日 - 1979年9月29日）
- キンキンのサタデー歌謡ベストテン（1979年10月6日 - 1983年10月1日）
- せんだみつおのサタデー歌謡ベストテン（1983年10月9日 - 1984年3月24日）
- 伊東四朗のあっぱれ土曜ワイド（1984年4月7日 - 1996年9月28日）
- 石倉三郎のどーん!と土曜ワイド（1996年10月5日 - 1998年12月26日）
- 露木茂のHOTほっと土曜ワイド（1999年1月9日 - 12月18日）
- くわまん・和歌子のSaturday×Saturday（2000年1月8日 - 2002年3月23日）
- 雄治・ナイクのSaturday Nice Try（2002年4月6日 - 2003年9月27日）
- 志の輔ラジオ 土曜がいい!（2003年10月4日 - 2007年3月31日）
- 吉井歌奈子 ミュージックトリップ（2007年4月 - 2009年4月4日）
- ドコモ団塊倶楽部（2009年4月11日 - 2015年3月28日）
- なかじましんや 土曜の穴（2015年4月4日 - 2019年9月28日）
- トレンディエンジェルのPePePeラジオ（2019年10月5日 - 2021年9月25日）

土曜日 昼（13:00 - 15:00）
- ダイナミックサタデー（1970年4月18日 - 1977年9月23日）
- 矢島正明の歌謡曲3時間 → 矢島正明の土曜の午後は歌謡曲（1977年10月8日 - 1979年3月24日）
- MAZDA トークタウンTODAY（1979年4月7日 - 1984年3月24日）
- MAZDA ミュージックタウン（1984年4月7日 - 1987年3月28日）
- みのもんたのウィークエンドをつかまえろ（1987年4月11日 - 2014年3月29日）
- 土曜の午後は♪ ヒゲとノブコのWEEKEND JUKEBOX（2014年4月5日 - 2016年9月24日）
- ミスDJリクエストパレード〜8116サタデーアップ!（2016年10月1日 - 2017年4月1日）

土曜日 夕方（15:00 - 18:00）
- GIRL TALK TIME WITH ANN LEWS & YÚ HAYAMI（1993年10月 - 1995年10月7日）
- 東京ガス サタデートーク 純次・早見のオイシイとこ取り（1995年10月14日 - 1996年10月5日）
- 高田純次・早見優の東京ブロードウェイ（1996年10月12日 - 2001年3月31日）
- 高田純次・河合美智子の東京ブロードウェイ（2001年4月7日 - 10月6日）
- 高田純次・河合美智子の東京パラダイス（2001年10月13日 - 2012年3月31日）
- 東京日野自動車 presents 大島麻衣のハイブリッドトーク（2014年4月2日 - 2017年9月30日、17:30 - 17:45）

土曜日 夜（ナイターオフ）
- ヤング・パートナー ブラボー! キャンディーズ（1975年10月11日 - 1976年4月3日、18:30 - 19:00）
- ミスDJ電リクパレード（1982年10月9日 - 1983年3月26日、18:30 - 20:30。1983年10月8日 - 1984年3月24日、18:30 - 21:30。1984年10月6日 - 1985年3月23日、18:30 - 20:30）
- 知子・風にふかれて（1984年10月 - 1985年3月、20:30 - 21:00）
- 戸張捷のスポーツスクランブル（1985年10月 - 1986年3月、18:00 - 18:30）
- ミスハイスクールDJ（1985年10月 - 1986年3月、18:30 - 21:00）
- サタディナイトラヴ とびだせ! ASSSA CLUB（1986年10月11日 - 1987年4月4日・1987年10月10日 - 1988年4月3日、18:00 - 19:30）
- ヒストリーオブ ポピュラーミュージック（1986年10月11日 - 1987年4月4日、20:00 - 21:00）
- ROCKS ON THE RADIO（1987年10月10日 - 1988年4月3日、19:30 - 21:00。1988年10月22日 - 1989年4月8日、18:00 - 20:00）
- ALL JAPAN TOP20（1988年10月22日 - 1989年4月8日、20:00 - 21:00）
- ピンコンスペシャル アイドル共和国 → アイドル共和国（1989年10月21日 - 1990年4月7日、18:00 - 20:00。1990年10月20日 - 1991年4月6日、18:00 - 19:30）
- 小川範子のアンバランスヒロイン（1989年10月21日 - 1990年4月7日、20:00 - 20:30）
- 西村知美の週刊パジャマ気分〜春が来るまで（1989年10月21日 - 1990年4月7日）
- 忍者の今夜もお祭り（1990年10月27日 - 1991年4月6日、20:00 - 20:30）
- 太田英明の土曜パラダイス（1991年10月12日 - 1992年4月4日、18:00 - 20:00）
- サウンドスラローム（1991年10月12日 - 1992年4月4日、20:00 - 21:00）
- ドライバーズステーション 土居まさるのルート1134（1992年10月17日 - 1993年4月3日、18:00 - 20:00）
- SOUND SLALOM WEEKEND KISS（1992年10月17日 - 1993年4月3日、20:00 - 20:45）
- 三浦理恵子 あなただけのオルゴール（1992年10月17日 - 1993年4月3日、20:45 - 21:00）
- 徹と啓江のラジオは王様（1993年10月 - 1994年4月、18:00 - 20:00）
- しあわせ、いっしょ 福ミミ・ワイド（1994年10月 - 1995年3月、18:00 - 20:00）
- voyage〜C'est ia vie（1994年10月15日 - 1995年3月25日、20:00 - 21:00）
- ぶんか茶屋 土曜開店18時（1995年10月 - 1996年3月、18:00 - 21:00）
- ぶんか茶屋II 地井武男のちょっといい夜気分（1996年10月 - 1997年3月、18:00 - 20:00）
- サタデーDELUXE（1996年10月12日 - 1997年3月29日、20:00 - 20:30）
- 太田英明のまさかのラジオ（1997年10月 - 1998年3月・1998年10月 - 1999年3月、18:00 - 20:00）
- ぷりくラジオ（1997年10月11日 - 1998年4月4日、20:30 - 21:00）
- 太田と涙子の脳天おめでたラジオ（1999年10月 - 2000年3月、18:10 - 20:00）
- ベストヒットNOW〜World Top 20〜（2000年10月 - 2001年3月、19:00 - 20:45）
- よゐこのおもしろ革命ィ〜ッ!委員会（2001年10月 - 2002年3月、18:00 - 19:45）
- キンキンのサタデー・ラジオ（2005年11月5日 - 2006年3月25日、19:00 - 21:00）
- 斉藤一美 ラジオかぶりつき（2006年10月 - 2007年3月、19:30 - 21:00）
- サンプラザ中野くんのDO NIGHT!?（2008年11月15日 - 2009年4月4日、18:00 - 20:50）
- 魚住りえの就職戦士ブンナビ!（2010年11月13日 - 2011年3月19日、18:30 - 19:00）
- エバンジェリスト夏野剛 土曜会議室（2010年11月13日 - 2011年3月19日、19:00 - 20:30）
- セイ!ヤング・オールナイトニッポン Are you ready? Oh!（2010年11月13日 - 2011年3月19日、20:30 - 21:00）
- 電人★GA部ぅ〜（2011年10月8日 - 2012年3月24日・2012年11月10日 - 2013年3月30日、19:00 - 21:00）
- 浜松町サウンドファクトリー（19:30 - 21:00）
- 文化放送サウンドファクトリー 西山茉希 TOKYO SKY POP（18:00 - 19:00）
- TOKYO LIVING ROOM（2013年10月5日 - 2014年3月29日、18:00 - 20:00）
- アンダーグラフ・真戸原直人のビューティフルニッポン（2013年10月5日 - 2014年3月22日、20:50 - 21:00）
- ビビる大木のBrat!Brat!（2015年10月3日 - 2016年3月26日、18:00 - 20:00）
- ダッシュ斉藤 中6日!（2016年10月1日 - 2017年4月1日、17:55 - 19:00）
- いとうせいこう×みうらじゅん ザツダン!（2016年10月1日 - 2017年3月25日、19:00 - 20:00）

土曜日 夜（21:00 - 25:00）
- 青春で行こう（1965年10月16日 - 1966年4月2日、21:00 - 21:30）
- レッツ・ゴー・タイガース（1968年10月12日 - 1969年4月5日、21:00 - 21:30）
- イン・コンサート（1973年10月 - 1974年3月、21:00 - 21:30）
- ラブリー・シネマサロン（1974年10月 - 1975年3月、21:00 - 21:30）
- 夜のヒット歌謡（1976年4月 - 9月、21:10 - 21:30）
- ヒット ミュージック（1977年4月 - 9月、21:10 - 21:30）
- 歌謡学園レイジー（1978年10月 - 1979年9月、21:00 - 21:30 → 21:30 - 22:00）
- パルサー ワールド・ステーション（1980年10月 - 1981年3月、21:00 - 21:30）
- 風の便り 中島みゆきの世界（1982年10月9日 - 1983年4月2日、21:00 - 21:30）
- 森田芳光の美人物語（1984年10月7日 - 1985年3月30日、21:00 - 21:30）
- 沢田聖子の青春FOR YOU（1985年10月6日 - 1986年3月29日、21:00 - 21:30）
- 髙橋真梨子の今夜はシルキー（1986年10月11日 - 1987年4月4日、21:00 - 21:30）
- フリーステーション（1995年10月14日 - 1996年4月6日、21:00 - 21:30）
- 麻木久仁子・就職（し・ご・と）研究所（1996年10月 - 1997年3月、21:00 - 21:30）
- 放課後倶楽部 スタたま探検隊（1997年10月 - 1998年3月、21:00 - 21:30）
- アーティストのすべて（1973年10月 - 1974年3月、21:30 - 22:00）
- ウイークエンド特集（1974年10月 - 1975年3月、21:30 - 22:00）
- ラジオ特集（1965年10月16日 - 1966年4月2日、21:30 - 22:00）
- 笑え! 若者!（1968年10月12日 - 1969年4月5日、21:30 - 22:00）
- セイコー ジョイント・ライブ（1978年4月 - 1979年3月、21:30 - 22:00）
- 沢田聖子 明日は日曜日（1979年10月 - 1980年3月、21:30 - 22:00）
- 因幡晃 詩・旅・心（1980年4月 - 1981年3月、21:30 - 22:00）
- 川鉄 サウンドシティ（1981年4月 - 1982年4月3日、21:30 - 22:00）
- TDA ナイスウィング・サウンズ（1982年4月10日 - 1985年3月30日、21:30 - 22:00）
- イルカの風船旅行（1985年4月6日 - 1991年4月6日、21:30 - 22:00）
- ニッセキハウスpresents 財津和夫の素敵な夜だから（1991年4月 - 10月、21:30 - 22:00）
- 激プロ ネットワーク（1991年10月 - 1992年4月、21:30 - 22:00）
- 激闘SWSプロレス（1992年4月 - 10月、21:30 - 22:00）
- プリンセスプリンセスのローリングパーティー（1993年10月 - 1994年4月、21:30 - 22:00）
- 建みさと TAKE2・GAGDAS（1996年10月 - 1997年3月、21:30 - 22:00）
- 三船美佳のBari²美佳バリア（1997年10月 - 1999年4月3日、21:30 - 22:00 → 20:30 - 21:00）
- ポップティーン ベスト10（1980年10月11日 - 1981年4月4日、23:00 - 23:30）
- 明治製菓提供ザ・ビートルズ（1980年10月11日 - 1981年4月4日、23:30 - 24:00）
- アニメNOW!（1981年4月11日 - 1982年4月3日、23:30 - 24:00 → 21:00 - 21:30）
- さだまさしのセイ!ヤング（1981年10月10日 - 1994年4月2日）
- 大学受験ラジオ講座 生ワイド・Jランド（1994年4月9日 - 1995年4月1日、23:00 - 26:00）

土曜日 深夜（25:00 - 5:00）
- ファンシーノート（1978年4月3日 - 1978年9月25日、25:00 - 25:30）
- ラジオショー（1980年10月11日 - 1981年10月3日、25:30 - 26:00）
- アイ・ジョージ（1981年10月10日 - 1982年4月2日、25:30 - 26:00）
- 浅野ゆう子のタッチミーダンシング（1982年4月9日 - 10月1日、25:30 - 26:00）
- パープルエクスプレス（1982年10月8日 - 1991年10月6日、25:30 - 26:00 → 26:00 - 26:30）
- 忍者ハートロック（1992年1月 - 4月4日、26:00 - 26:30）
- 運命の赤い糸（1994年10月15日 - 1995年4月8日、26:00 - 26:30）
- ミッドナイト ライブスペシャル（1976年10月6日 - 1978年9月27日、26:30 - 27:00）
- 志賀ちゃんのミッドもナイト → 志賀正浩のミッドもナイト（1980年10月11日 - 1983年4月1日、26:30 - 27:00）
- タイムイズ マイサイト（1985年4月14日 - 10月6日、26:30 - 27:00）
- 今夜はそっとくりいむレモン(1985年10月13日 - 1986年4月5日、26:30 - 27:00）
- 大江可之の現代スクランブル（1992年10月10日 - 1993年10月2日、26:30 - 27:00）
- まるごとステーションpresents ハイブリッドJAM（2006年4月9日 - 10月1日、2006年10月以降はNACK5などに移行）
- もっとニッポニア! もっとジャパン!のうた（2011年10月9日 - 2012年4月1日、28:30 - 5:00）
- 島田陽子 ワクワクモーニング（2015年10月4日 - 2016年6月26日、28:30 - 5:00）
- 紗倉まなのマジックミラーナイト（2017年10月8日 - 2021年3月28日）
- 紗倉まなとニューヨークのマジックミラーナイト（2021年4月3日 - 2023年3月26日）
- ニューヨーク・小湊よつ葉のマジックミラーナイト（2023年4月2日 - 12月31日）

### 日曜日
日曜日 午前（9:00 - 12:00）
- GO!GO!キャンディーズ（1976年6月20日 - 1978年4月2日、8:30 - 9:00 → 12:00 - 12:30）
- ばんばん・優子のグッドセンス・ナンセンス
- 一発逆転大放送 サンデーSUPERキンキン（1994年4月17日 - 1996年3月24日、10:00 - 17:45）
- Society5.0 香格里拉 → シャングリラ（2020年4月5日 - 2022年3月27日、10:00 - 13:00 → 14:00 - 16:00）
- 阿川佐和子＆ふかわりょう 日曜のほとり（2021年10月3日 - 2023年3月26日、10:00 - 12:00）
- SMILE FOR YOU〜みどりの日曜日（1996年4月 - 1997年10月5日、11:00 - 13:00）
- ミュージックトレイン（2004年4月4日 - 2006年4月2日）
- 千田正穂のありがとう!（2006年4月9日 - 2015年3月29日、11:00 - 13:00）
- 高田純次 日曜テキトォールノ（2015年4月2日 - 2017年4月2日、11:00 - 13:00）

日曜日 昼（12:00 - 15:00）
- ダイナミックサンデー（1969年1月12日 - 1976年2月29日）
- キラキラサンデー（1979年4月8日 - 1992年4月5日、12:30 - 13:00 → 12:00 - 12:30）
- 決定!全日本歌謡選抜（1976年4月 - 1990年10月7日）
- TOYOTA SUPER COUNTDOWN 50（1990年10月14日 - 1994年4月3日）
- GOLD HITS COLLECTION（1996年4月7日 - 1997年10月5日、13:00 - 15:00）
- サンデースペシャル にちよう道楽王（1997年10月12日 - 1999年3月21日）
- サンデーミュージック ちゃった! MUGA夢中 スーパー電リク（1999年4月11日 - 2000年3月26日）
- ampmカウントダウンサンデー（2000年4月9日 - 2002年3月24日）
- 泉谷しげるのミュージックバトル!（2002年4月7日 - 2005年3月13日）
- 大野勢太郎の日曜昼型ラジオ（2005年4月3日 - 2006年4月2日）
- キンキンのサンデー・ラジオ（2006年4月9日 - 2009年2月15日）
- 竹内靖夫の電リク・ハローパーティー増刊号（2009年2月22日 - 3月29日）
- 三四六・吉井歌奈子 TOKYO CHEERS（2009年4月12日 - 2010年4月4日）
- グッチ裕三 日曜うまいぞぉ!（2010年4月11日 - 2013年3月31日）
- ピピッとサンデー Waku Waku Mix（2013年4月7日 - 2014年3月30日）
- 押切もえのTOKYO DISCOVERY（2014年4月6日 - 2016年3月27日）
  - 押切もえのDOKI DOKI DISCOVERY（2016年4月10日 - 2017年4月2日）
- 鷲崎健のヒマからぼたもち（2022年4月10日 - 2024年3月24日、14:00 - 16:00）

日曜日 夕方（15:00 - 18:00）
- HYPER DANCE CHART（1996年4月 - 1997年3月、15:00 - 17:30）

日曜日 夜（ナイターオフ）
- 豊田泰光スーパーサンデー
- ラジオふるさと便（2002年10月 - 2013年9月）

日曜日 夜（18:00 - 24:00）
- 竹中功のアロハな気分（2018年4月8日 - 2020年3月29日、19:00 - 20:00）
- ポップ・ショップ（1975年10月12日 - 1978年4月2日、21:00 - 21:30）
- 夜のヒット歌謡（1976年4月11日 - 10月3日、21:10 - 21:30）
- アンと裕美の翔んでるジョッキー（1980年10月12日 - 1981年4月5日、21:00 - 21:30）
- ひとみと所のお熱いのがお好き（1982年10月10日 - 1983年4月3日、21:00 - 21:30）
- ワニマガジンアクションスタジオ 風見慎吾のみんな笑っちゃいます（1983年10月9日 - 1984年3月25日、21:00 - 22:00）
- バラエティスクール 風見慎吾のミンミンゼミナール（1984年10月7日 - 1985年3月31日、21:00 - 21:30）
- 森田健作のわれらコーヒー仲間（1985年10月12日 - 1986年4月5日、21:00 - 21:30）
- 陣内孝則のもいちどダンディズム（1987年1月11日 - 4月5日、21:00 - 21:30）
- 城之内早苗のお夜食ないと（1986年10月12日 - 1987年1月4日、21:00 - 21:30）
- 花井愛子のは〜いめがてん探偵団（1988年10月16日 - 1989年4月9日、21:00 - 21:30）
- 久本・OTOのおっとあぶNight（1990年10月14日 - 1991年4月7日、21:00 - 22:30）
- 花のフォークタウン（1975年10月12日 - 1976年4月4日、21:30 - 22:00）
- 竹内まりや WHITE POP（1980年4月6日 - 1981年9月27日、21:30 - 22:00）
- 神津善行の音楽研究所（1981年10月4日 - 1982年10月3日、21:30 - 22:00）
- 神津善行サウンドマーケット（1982年10月10日 - 1983年10月2日、21:30 - 22:00）
- スクリーン・ライブ・パーティ（1984年10月7日 - 1985年3月31日、21:30 - 22:00）
- アオレコダイナマイトポップス（1985年4月7日 - 1985年10月5日、21:30 - 22:00）
- 真璃子胸さわぎ（1985年10月12日 - 1986年4月5日、21:30 - 22:00）
- 週刊米米新聞（1986年4月13日 - 10月5日、21:30 - 22:00）
- ノオチンと太田さんのピンコン二人旅（1989年4月16日 - 1989年10月8日、21:30 - 22:00）
- ごくらくサンデー・いの石田（1989年10月15日 - 1990年4月1日、21:30 - 22:00）
- アタシ・元気になあれ（1990年4月15日 - 10月7日、21:30 - 22:30）
- WAHAHA本舗・中谷彰宏 東京シンジケート（1991年4月14日 - 10月7日、21:30 - 22:30）
- OTTOトップ・オブ・ザ・ポップス（1975年10月 - 1976年4月、22:00 - 22:30）
- サブナードパーティー われら仲間たち（1976年4月11日 - 1978年10月2日、22:00 - 22:30）
- ようこそイルカクラブへ（1981年10月11日 - 1982年3月26日、22:00 - 22:30）
- ポップスインポップス（1978年10月9日 - 1979年4月1日、22:30 - 23:00）
- 愛・さとう宗幸（1979年4月8日 - 1980年4月6日、22:30 - 23:00）
- 堀内孝雄のMyハッピーレディー（1980年4月13日 - 1982年10月3日、22:30 - 23:00）
- シャネルズのもしかして････ → ラッツ&スターのもしかして･････（1982年10月10日 - 1984年9月30日、22:30 - 23:00）
- ドラマチックナイトDJ（1984年10月7日 - 1985年3月31日、22:30 - 23:00）
- 夢口上・武田鉄矢商店（1985年4月7日 - 1986年9月、22:30 - 23:00）
- ベストマッチ!近藤真彦のSUNDAY MOTORADIO（1992年4月12日 - 10月4日、22:30 - 23:00）
- 秋元くんと佐伯さんのおいしい話（1994年4月 - 10月8日、22:30 - 23:00）

日曜日 深夜（24:00 - 5:00）
- 真璃子 少しだけフェリーク（1987年4月12日 - 1987年10月4日、24:00 - 24:30）
- サウンドステーション（1990年10月14日 - 1992年4月5日、24:00 - 24:30）
- 大事MAN倶楽部（1992年4月12日 - 10月4日、24:00 - 24:30）
- 細川ふみえの夜はチュッ! → 細川ふみえのハートにキュッ!（1992年10月11日 - 1993年10月3日、24:00 - 24:30）
- 岸洋佑のイジンデンシン（ - 2023年12月31日、25:00 - 25:30）

### その他

#### 報道・情報系番組
- 家庭医学（1953年 - 2007年3月25日）
- 都民マイク
- 声の夕刊
- 世相ホットライン ハイ!竹村健一です（1983年10月3日 - 2010年4月4日）
- 落合恵子のちょっと待ってMONDAY（1986年10月 - 1990年10月）
- 土居まさるのラヂオデイズ（1998年4月 - 1999年1月）
- unun（2001年4月8日 - 2002年10月6日）
  - ライオン レ・レ・レのレ（2002年10月12日 - 2005年12月31日）
- 寺ちゃんの飛び出せ!ハッピータウン
- 高田純次 毎日がパラダイス（2012年4月2日 - 2015年3月27日）
- 永田町発サタデートリビューン（2003年10月 - 2007年9月29日）
  - 永田町エクスプレス（2007年10月12日 - 2008年3月24日）
  - 下町おやじ診療所（2008年3月31日 - 2009年9月28日）
- 江原啓之 スピリチュアルトライ!（2004年4月 - 2005年9月）
- B.V.D. Presents TOKYO METROSEXUAL LIFE（2004年10月 - 2006年9月）
- 近藤真彦 くるくるマッチ箱（2006年4月5日 - 2020年11月10日）
  - 松井佐祐里 “new normal”の小部屋（2020年11月24日 - 2021年9月21日）
- 黒川芽以のラジとも（2006年4月4日 - 9月26日）
- 斉藤一美の爆発NIGHT!
  - 斉藤一美のS/N/A/P
- でる得スタジオ（2007年1月7日 - 12月31日）
- 奥井亜紀の手紙（2007年10月 - 2010年4月3日）
- 髭男爵 山田ルイ53世のルネッサンスラジオ（2008年9月30日 - 2014年3月29日）
- サヘル・ガーデン 今日の目 明日の芽（2009年10月11日 - 2010年4月4日）
- キニナル（2010年10月3日 - 2018年4月1日）
- 島崎遥香のぱるラジ!（2016年9月27日 - 2018年4月1日）
- 菊間千乃・ゼンブライフ
- 彦摩呂・仙ちゃんのあんしん相談
- 岡副麻希のほくほくたいむ
  - 岡副麻希のほくほくみゅ〜じっく
- MOROHAの!オニヤンマ獲りにいこうぜ!
- くまもとスタイル
- らくごのデンパ
- 相席スタートの密会Midnight
- Pocoっとchaンネル
- 須田慎一郎のこんなことだった!! 誰にでもわかる"経済学"
- マイナビ農業presents 根本美緒のアグリのじかん
- 防災の日スペシャル（不明 - 2018年9月1日）

#### 音楽番組
- トリス・ジャズ・ゲーム（1954年 - 1960年）
- ユアヒットパレード（1955年 - 1976年）
- あなたが選ぶ 7大歌手
- 850万人の電話リクエスト → 9500万人のポピュラー・リクエスト
  - 全国ポピュラーベストテン（1962年 - 2006年4月2日）
- ステレオ・アワー → これがステレオだ（1958年 - 1965年、ニッポン放送との共同制作）
- 東急 ゴールデンコンサート（1959年 - 1972年）
- 全国歌謡ベストテン（1962年7月 - 1997年10月4日）
- 電話リクエスト ハローポップス（1964年10月26日 - 1969年3月）
- 歌謡&スポーツ（1995年4月16日 - 1996年3月31日）
- マンデーミュージックステーション（1997年4月 - 10月4日）
- 太田英明とCOONのP!ck Up ★ STATION（ - 2009年9月30日）
- SCANDALのド〜ン。（ - 2009年9月30日）
- Open Your eyes!（ - 2009年10月1日）
- 伊藤俊吾のザ・ソングス・オーディション「GeTaCha!」（2008年4月 - 2009年9月30日）
- 由真と愛のWedge of Love
- sora tob sakanaの飛ばなきゃ損損!!
- ミュージックギフト〜音楽・地球号
- 太田英明のMUSIC NEO
- 音楽倉庫〜SHIBAURA MUSIC SHED〜
- ココロのオンガク 〜music for you〜

#### スポーツ番組
- 文化放送ホームランナイター（1978年 - 土曜 2018年、日曜 2012年[注 4]。2019年以降、週末のプロ野球中継は日本シリーズなど編成が必要な場合のみ、『文化放送スポーツスペシャル』として放送）
- 大相撲熱戦十番（1973年 - 1980年代 前半）
- 太田英明のモクモクスポーツ（2002年4月 - 2005年9月）
- サンデースポーツパラダイス・エキウリ!（2004年10月 - 2005年3月）
- サンデースポーツパラダイス〜てっぺん!〜（2005年10月9日 - 2006年3月26日）
- 東京国際女子マラソン実況中継（1979年 - 2008年 の毎年11月 第3日曜 12:00 - 15:00の特別番組）
- 横浜国際女子マラソン実況中継（2009年 - 2014年 の毎年11月 第3日曜 12:00 - 15:00の特別番組）
- さいたま国際マラソン実況中継（2015年11月15日、2016年11月13日、2017年11月12日、2018年12月2日 いずれも日曜 9:00 - 13:00の特別番組[注 5]）
- 大畑大介 独走トライ
- 池田純 スポーツコロシアム!
- 千葉真子 BEST SMILE ランニングクラブ
- SPORTS DISCOVERY from TOKYO SKYTREE TOWN STUDIO
- スポスタ☆MIX ZONE

#### ドキュメンタリー・教養番組
- 再チャレンジ・二つの扉（2006年11月6日 - 2007年3月19日）
- 朝活版オトナカレッジ（2016年7月3日 - 2017年6月25日）

#### ラジオドラマ
- オヤカマ氏とオイソガ氏（1957年 - 1966年）
- 五木寛之シリーズ（1973年）

#### 教育番組
- 大学受験ラジオ講座（1952年3月31日 - 1995年4月2日）
- 百万人の英語（1958年4月1日 - 1992年10月4日）
- 私たち的Radio（2003年4月 - 2004年9月）
- 鴻上尚史のことばの寺子屋（2004年10月8日 - 2006年4月2日）

#### トーク番組
- フジテレビ サンデードラマチック モーニング（2004年10月3日 - 2005年4月3日）
- 林家正蔵のサンデーユニバーシティ（2005年4月10日 - 2018年3月31日）
- 小椋佳〜闌の季節（2017年4月 - 2018年5月）